# Sarıtaş, Köprüköy
Sarıtaş là một xã thuộc huyện Köprüköy, tỉnh Erzurum, Thổ Nhĩ Kỳ. Dân số thời điểm năm 2011 là 221 người.